# Alexandre O'Neill

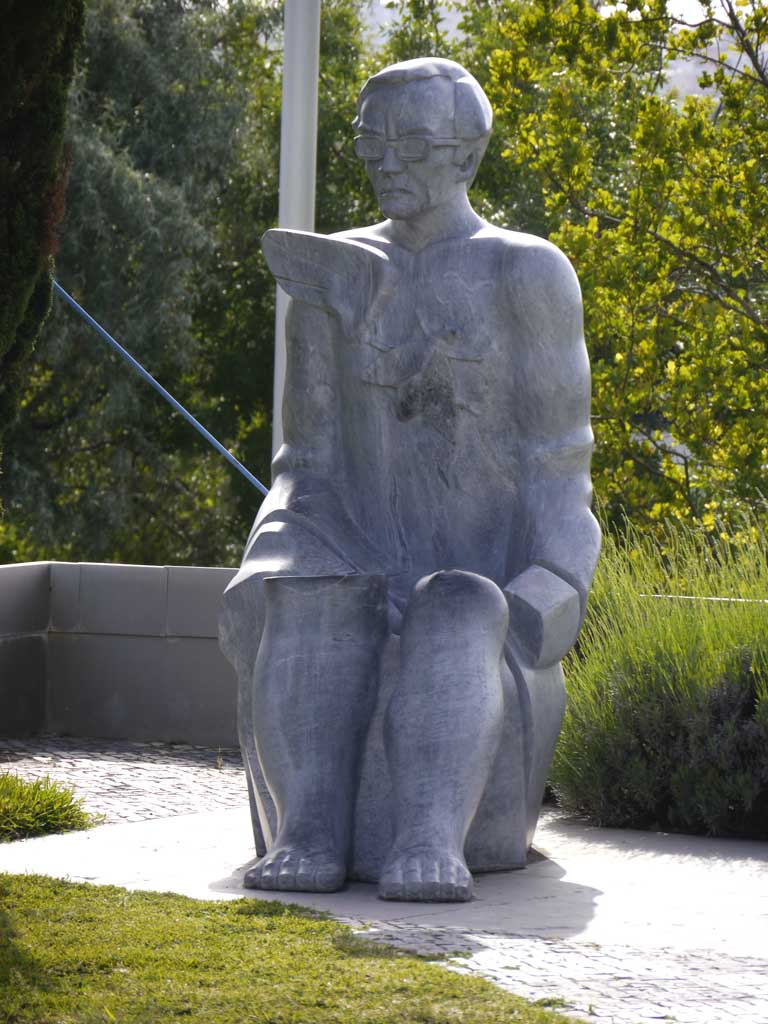
Estatua de Alexandre ONeill en el parque Parque dos Poetas.

Alexandre O'Neill. (Lisboa, 19 de diciembre de 1924 - † Lisboa, 21 de agosto de 1986). Es un poeta portugués.

## Biografía
Alexandre Manuel Vahia de Castro O'Neill nació y murió en Lisboa.  En 1944 finalizó su primer año en la Escuela Naval de Lisboa. En 1945 marcha a vivir con una hermana de su madre. En 1948 funda, junto con otros artistas, el Movimiento Surrealista Lisboeta  y colabora en A Amapôla Miraculosa (1948), un libro de collages surrealistas.
En 1951 publica Tempo de Fantasmas y es arrestado en 1953 por la Policía de Seguridad del Estado, permaneciendo en prisión durante cuarenta días. En 1957 se casará con Noémia Delgado, de la cual se divorciará después y un año más tarde publica No Reino da Dinamarca (1951). Tuvo una agitada vida amorosa, se casó por segunda vez con Teresa Patrício Gouveia. Falleció en Lisboa en 1986 de complicaciones vasculares.
En traducción y selección de Jerónimo Pizarro se ha publicado el volumen Acordeón. Antología poética, Bogotà: FCE, 2020.
Entre sus obras cabe destacar:

## Obras
- Abandono Vigiado, 1960.
- Feira Cabisbaixa, 1965
- De Ombro na Ombreira, 1969
- As Andorinhas não têm Restaurante, 1970
- Entre a Cortina e a Vidraça, 1972
- Saca de Orelhas, 1976
- Uma Coisa em Forma de Assim, 1980
- As Horas Já de Números Vestidas, 1981.
- Dezanove Poemas, 1983.
- O Princípio de Utopia, O Princípio de Realidade, 1986.

- Datos: Q260167
- Multimedia: Alexandre O'Neill / Q260167